# Delerium
Delerium is een Canadese muziekgroep uit Vancouver (een nevenproject van Front Line Assembly) die sinds 1987 elektronische muziek, waaronder trance, maakt. De groep wordt gevormd door Bill Leeb, Rhys Fulber en Chris Peterson.
Delerium had hun grootste hit in Europa met het nummer Silence uit 1999. De gastzangeres van het nummer was Sarah McLachlan. Ook werken ze met zangeressen Kirsty Hawkshaw, Leigh Nash en Joanna Stevens.

## Discografie

### Albums
- Faces, Forms & Illusions (1989)
- Morpheus (1989)
- Syrophenikan (1990)
- Stone Tower (1991)
- Euphoric (1991)
- Spiritual Archives (1991)
- Spheres (1994)
- Spheres 2 (1994)
- Semantic Spaces (1994)
- Karma (1997)
- Poem (2000)
- Chimera (2003)
- Nuages du Monde (2006)
- Music Box Opera (2012)

| Album met eventuele hitnotering(en) in de Nederlandse Album Top 100 | Datum van verschijnen | Datum van binnenkomst | Hoogste positie | Aantal weken | Opmerkingen |
| ------------------------------------------------------------------- | --------------------- | --------------------- | --------------- | ------------ | ----------- |
| Poem                                                                | 2001                  | 14-07-2001            | 74              | 3            |             |

| Album met hitnotering(en) in de Vlaamse Ultratop 200 albums | Datum van verschijnen | Datum van binnenkomst | Hoogste positie | Aantal weken | Opmerkingen |
| ----------------------------------------------------------- | --------------------- | --------------------- | --------------- | ------------ | ----------- |
| Poem                                                        | 2001                  | 07-07-2001            | 33              | 4            |             |

### Singles
| Single met eventuele hitnotering(en) in de Nederlandse Top 40 | Datum van verschijnen | Datum van binnenkomst | Hoogste positie | Aantal weken | Opmerkingen                                                        |
| ------------------------------------------------------------- | --------------------- | --------------------- | --------------- | ------------ | ------------------------------------------------------------------ |
| Silence                                                       | 2000                  | 29-04-2000            | 32              | 4            | met Sarah McLachlan / Dancesmash op Radio 538                      |
| Silence (Remix)                                               | 2000                  | 16-12-2000            | 7               | 19           | met Sarah McLachlan / Remix van Airscape / Dancesmash op Radio 538 |
| Innocente (Falling in love)                                   | 2001                  | 09-06-2001            | 27              | 6            | met Leigh Nash / Dancesmash op Radio 538                           |
| Silence 2008                                                  | 2008                  | 11-04-2009            | 31              | 5            | met Sarah McLachlan / Remix van Niels van Gogh & Thomas Gold       |

| Single met hitnotering(en) in de Vlaamse Ultratop 50 | Datum van verschijnen | Datum van binnenkomst | Hoogste positie | Aantal weken | Opmerkingen                                                  |
| ---------------------------------------------------- | --------------------- | --------------------- | --------------- | ------------ | ------------------------------------------------------------ |
| Silence                                              | 2000                  | 04-03-2000            | 5               | 17           | met Sarah McLachlan                                          |
| Innocente (Falling in love)                          | 2001                  | 09-06-2001            | 16              | 13           | met Leigh Nash                                               |
| Underwater                                           | 2001                  | 01-12-2001            | 46              | 2            | met Rani Kamal                                               |
| Silence 2008                                         | 2008                  | 31-01-2009            | 12              | 15*          | met Sarah McLachlan / Remix van Niels van Gogh & Thomas Gold |

### NPO Radio 2 Top 2000
| Nummer met noteringen in de NPO Radio 2 Top 2000 | '18  | '19  | '20  | '21  | '22  | '23  | '24  |
| ------------------------------------------------ | ---- | ---- | ---- | ---- | ---- | ---- | ---- |
| Silence (met Tiësto & Sarah McLachlan)           | 1773 | 1679 | 1630 | 1642 | 1832 | 1687 | 1546 |

1. ↑  Een vetgedrukt getal geeft de hoogste notering aan.
2. ↑  2018 was het eerste jaar met een notering voor dit nummer.